# Frolois
 Frolois  là một xã của tỉnh Meurthe-et-Moselle, thuộc vùng Grand Est, đông bắc nước Pháp. Xã này nằm ở khu vực có độ cao trung bình 320 mét trên mực nước biển.
sông Madon chảy qua thị trấn.